# 반환 (수학)
추상대수학에서 반환(半環, 영어: semiring, rig)은 환과 유사하지만 덧셈의 역원이 존재하지 않는 대수 구조이다. 즉, 덧셈에 대하여 가환 모노이드를, 곱셈에 대하여 모노이드를 이루며, 분배 법칙이 성립하는 대수 구조이다.

## 정의
반환(영어: semiring) {\displaystyle (R,0,+,1,\cdot )}은 다음과 같은 연산이 갖추어진 대수 구조이다.
- {\displaystyle (R,0,+)}는 가환 모노이드를 이룬다. 즉, 다음이 성립한다.
  - (덧셈의 결합 법칙) 모든 원소 {\displaystyle r,s,t\in R}에 대하여 {\displaystyle (r+s)+t=r+(s+t)}이다.
  - (덧셈의 교환 법칙) 모든 원소 {\displaystyle r,s\in R}에 대하여 {\displaystyle r+s=s+r}이다.
  - (덧셈의 항등원) 모든 원소 {\displaystyle r\in R}에 대하여 {\displaystyle r+0=r}이다.
- {\displaystyle (R,1,\cdot )}는 모노이드를 이룬다.
  - (곱셈의 결합 법칙) 모든 원소 {\displaystyle r,s,t\in R}에 대하여 {\displaystyle (rs)t=r(st)}이다.
  - (곱셈의 항등원) 모든 원소 {\displaystyle r\in R}에 대하여 {\displaystyle r1=1r=r}이다.
- (분배 법칙) 모든 원소 {\displaystyle r,s,t\in R}에 대하여, {\displaystyle r(s+t)=rs+rt}이며 {\displaystyle (s+t)r=sr+tr}이다.
- (0과의 곱) 모든 원소 {\displaystyle r\in R}에 대하여, {\displaystyle 0r=r0=0}이다.

유사 반환(영어: pseudo-semiring, hemiring) {\displaystyle (R,0,+,\cdot )}은 다음과 같은 연산이 갖추어진 대수 구조이다.
- {\displaystyle (R,0,+,-)}는 가환 모노이드를 이룬다. 즉, 다음이 성립한다.
  - (덧셈의 결합 법칙) 모든 원소 {\displaystyle r,s,t\in R}에 대하여 {\displaystyle (r+s)+t=r+(s+t)}이다.
  - (덧셈의 교환 법칙) 모든 원소 {\displaystyle r,s\in R}에 대하여 {\displaystyle r+s=s+r}이다.
  - (덧셈의 항등원) 모든 원소 {\displaystyle r\in R}에 대하여 {\displaystyle r+0=r}이다.
- {\displaystyle (R,\cdot )}는 반군을 이룬다.
  - (곱셈의 결합 법칙) 모든 원소 {\displaystyle r,s,t\in R}에 대하여 {\displaystyle (rs)t=r(st)}이다.
- (분배 법칙) 모든 원소 {\displaystyle r,s,t\in R}에 대하여, {\displaystyle r(s+t)=rs+rt}이며 {\displaystyle (s+t)r=sr+tr}이다.
- (0과의 곱) 모든 원소 {\displaystyle r\in R}에 대하여, {\displaystyle 0r=r0=0}이다.

환 또는 유사환의 정의에서, {\displaystyle 0r=r0=0}이라는 성질은 환 (또는 유사환)의 다른 공리들로부터 유도되므로 따로 명시하지 않아도 된다. 그러나 (유사) 반환의 경우 이 조건을 따로 명시해야만 한다.

## 예
모든 환은 반환을 이루며, 모든 유사환은 유사 반환을 이룬다.

### 자연수
자연수의 집합
{\displaystyle \mathbb {N} =\{0,1,2,\dots \}}
은 표준적인 덧셈과 곱셈 연산을 통하여 반환을 이룬다. 임의의 양의 정수 {\displaystyle n\in \mathbb {Z} ^{+}}에 대하여 {\displaystyle \{0\}\cup \{n,n+1,n+2,\dots \}}는 표준적인 덧셈과 곱셈 연산을 통하여 유사 반환을 이룬다.

### 아이디얼
환 {\displaystyle R} 속의 양쪽 아이디얼들의 집합은 아이디얼의 덧셈과 곱셈에 대하여 반환을 이룬다. 이 경우 덧셈 항등원은 영 아이디얼 {\displaystyle \{0\}}이며, 곱셈 항등원은 전체 아이디얼 {\displaystyle R}이다.

### 분배 격자
모든 유계 분배 격자 (예를 들어, 불 대수)는 만남과 이음을 통하여 반환을 이룬다. 이 경우, 덧셈을 만남으로, 곱셈을 이음으로 삼거나, 또는 곱셈을 만남으로, 덧셈을 이음으로 삼아 두 개의 반환 구조를 줄 수 있다. 덧셈이 만남일 경우 덧셈 항등원은 최소 원소 {\displaystyle \bot }, 곱셈 항등원은 최대 원소 {\displaystyle \top }이며, 덧셈이 이음일 경우 덧셈 항등원은 {\displaystyle \top }, 곱셈 항등원은 {\displaystyle \bot }이다.

## 참고 문헌
- Golan, Jonathan S. (1999). “Semirings and their applications” (영어). Kluwer Academic Publishers. doi:10.1007/978-94-015-9333-5. ISBN 978-0-7923-5786-5. MR 1746739.